# Lauda Air Italia
Lauda Air S.p.A. war eine italienische Fluggesellschaft und Schwestergesellschaft der österreichischen Lauda Air, die am Markt als Lauda Air Italia auftrat.

## Geschichte
Lauda Air Italia wurde im September 1990 gegründet, Eigentümer waren zu je einem Drittel die österreichische Lauda Air, die durch Niki Lauda kontrollierte Holdinggesellschaft Volante Srl. (Lenkrad) und die mit Parmalat verbundene ITC+P S.p.A. Im Jahr 1993 erhielt die Gesellschaft ein Air Operator Certificate und nahm den Betrieb auf, vom Flughafen Mailand-Malpensa aus wurden touristische Langstreckenziele in der Karibik, Südamerika, Afrika, den Malediven und Thailand angeflogen. 1996 wurde eine Kooperation mit dem zweitgrößten italienischen Pauschalreisen-Anbieter Gruppo Ventaglio aufgenommen, der im März 2002 in das Unternehmen einstieg. Ab diesem Moment hielt Ventaglio 40 % der Anteile, Laudas Volante 60 %. Am 31. März 2003 übernahm Ventaglio Laudas Anteile und koordinierte Lauda Air Italia als Langstreckengesellschaft mit der parallel gegründeten Fluggesellschaft Livingston Energy Flight für die Kurzstrecke. 2005 wurde Lauda Air Italia vollständig in Livingstone integriert.

## Flotte
Lauda Air Italia nahm den Betrieb 1993 mit einer Boeing 767-300ER auf, die nach Enzo Ferrari benannt wurde. Im Dezember 1996 kam eine weitere Maschine des gleichen Modells hinzu, die den Namen Ayrton Senna erhielt. Bis zur Übernahme durch Livingston kamen weitere Boeing-Flugzeuge zum Einsatz, danach bis zur Betriebseinstellung drei Airbus A330-200. Kurzzeitig waren auch Kurzstrecken mit Canadair Regional Jet und Boeing 737-400 im Flugplan.